# Merriman
Merriman – wieś w Stanach Zjednoczonych, w stanie Nebraska, w hrabstwie Cherry.